# Власов, Виктор Петрович (композитор)
Виктор Петрович Власов (род. 7 ноября 1936 года, Шилка, Читинская область) — советский и украинский композитор, музыкальный педагог, профессор.
Лауреат Всеукраинского конкурса на лучшее произведение для народных инструментов (1977), член Союза кинематографистов Украины (1991), член Союза композиторов Украины (1992), заслуженный деятель искусств Украины (1996).
В 2020 г. в  Праге В.П.Власов отмечен почетной наградой Международной Конфедерации Аккордеонистов (члена ЮНЕСКО) - за выдающийся вклад в развитие аккордеонного искусства.

## Биография
- 1955 окончил Белгород-Днестровскую музыкальную школу (кл. баяна А. Я. Савинкова).
- 1963 окончил Львовскую консерваторию (кл. баяна М. Д. Оберюхтина).
- 1955—1963 солист Одесской областной филармонии.
- 1963—1965 преподаватель по классу баяна в Одесском культурно-просветительном училище.
- С 1965 года в Одесской музыкальной академии:

- C 1965 преподаватель (с 1972 — старший) по классу баяна;
- 1974—1982 — заведующий кафедрой народных инструментов;
- С 1981 — доцент;
- С 1993 — профессор.

За годы работы подготовил свыше 150 специалистов, многие из которых стали лауреатами национальных и международных конкурсов, отмечены почетными званиями: И. Себов, В. Москалюк, В. Лазич (Югославия), А. Серков, А. Берсан, И. Комлев, С. Брыкайло, Р. Некрасов, А. Санжак, Г. Муращенко, В. Симионеску, С. Гавричков, А. Назаришин, Н. Самсонов.

## Научные и методические работы
- «Исполнение полифонических произведений на баяне» (Одесса, 1979)
- «Способы исполнения штрихов на баяне» (1980)
- «О творческой деятельности И. А. Яшкевича» (Москва, 1984)
- «Методика работы баяниста над полифоническими произведениями» (Москва, 1991)
- «Народное исполнительство — профессиональные традиции» (Одесса, 1994)
- «Методика работы баяниста над полифонией» (Киев, 1995)
- «Исполнительская интерпретация джазовых стилей на баяне» (Киев, 1998).
- «Школа джаза на баяне и аккордеоне» (Одесса, 2008).

## Сочинения
- Опера «Снежная королева» (либретто Р. Розенберг по Х. К. Андерсену)
- Моноопера «Білі троянди» (либретто Р. Бродавка по С. Цвейгу)
- Музыкальная комедия «Блеск и нищета Молдаванки» (по пьесе Г. Голубенко)
- Опера «Гранатовый браслет» (либретто Р. Розенберг по рассказу А. Куприна)
- Сочинения для хора, оркестра, ансамблей народных инструментов, бандуры, домры, балалайки, джазовых оркестров и ансамблей; романсы и песни (60);
- музыка к художественным и документальным кино- и телефильмам: «Доброе утро, Дунай»(1966), «Продавец воздуха» (1967), «Операция „Герцог“» (1970), «Беспризорный миллион» (1970), «Дерзость» (1971), «Лёгкая вода» (1972), «Причал» (1973), «Путешествие миссис Шелтон» (1974), «Порт» (1975), «У нас новенькая» (1977), «Дом окнами на город» (1980), «Женские радости и печали» (1982), «Экипаж машины боевой» (1983), «Действуй по обстановке» (1984), «И повторится всё» (1984), «А шарик летит» (1987), «Одно воскресенье» (1988), «Гу-га!» (1989), «Навеки девятнадцатилетние» (1989), «Воздушный поцелуй» (1991), «Трень-брень» (1994).
- Особое место в творчестве занимают произведения для баяна, среди которых три концерта (1964, 1965, 1973), камерные сочинения, концертный триптих на тему картины Иеронима Босха «Страшный суд»; Соната-экспромт на буковинские темы для баяна и ударных; фантазии и обработки народных мелодий, эстрадно-джазовые пьесы (свыше 30), музыка для детей и юношества; сюита «По прочтении опусов Солженицына. Пять взглядов на страну ГУЛаг», «Скерцо-концертино» для балалайки с камерным оркестром (2012), «Джаз-концертино» для домры с камерным оркестром (2013), Концерт баян-бенд для баяна и джазового оркестра (2014), «Джаз-концертино» для бандуры с камерным оркестром (2015).

Музыкальное творчество В. Власова отмечено самобытностью и тесно связано с традициями украинской и русской музыкальной классики, продолжает линию новаторского использования фольклора.
Его произведения изданы на Украине, в России, Германии, Югославии общим тиражом свыше миллиона экземпляров, постоянно звучат в программах национальных и Международных конкурсов и Фестивалей, включены в учебные программы, хрестоматии, антологию литературы для баяна, исполняются ведущими коллективами и исполнителями Украины и России, записаны на пластинки и компакт-диски.

## Награды
- Заслуженный деятель искусств Украины (1996).
- Лауреат Всеукраинского конкурса на лучшее произведение для народных инструментов (1977).
- Серебряный диск Российской академии музыки им.Гнесиных (2003)
- Почётный знак "За заслуги перед городом" ( Одесса 2006)
- В каталоге звёздного неба "Космос-Земля" звезде присвоено имя Виктор Власов за подписью президента  Г.С. Титова (2006)
- Почётный знак Министерства культуры и туризма Украины "За достижения в развитии культуры и искусств"